# Narancs bohóchal
A narancs bohóchal (Amphiprion percula) a sugarasúszójú halak (Actinopterygii) osztályának sügéralakúak (Perciformes) rendjébe, ezen belül a korállszirtihal-félék (Pomacentridae) családjába tartozó faj.

## Előfordulása
Eredeti élőhelye Ausztrália keleti részén, valamint környező szigeteknél honos. Virágállatok között él. 
|  |

## Megjelenése
A kifejlett nőstény 8 centiméter, a hímek kisebbek. Teste sárga-narancssárga, 3 széles fehér színű keresztsávval, melyek feketével szegettek.

## Életmódja
Ragadozó, az élő eleséget kedveli.

## Szaporodása
Egy domináns pár és 5-6 hím alkot egy csapatot, mely egy virágállathoz tartozik. Az ikrázást a nőstény kezdi, lerakja az ikrákat, amit a hím megtermékenyít. 7 nap múlva elúsznak az ivadékok. A hímek egyszer képesek nemük megváltoztatására, amikor a domináns nőstény meghal.